# Soweto (album)
Soweto – pierwszy album studyjny amerykańskiego perkusisty jazzowego Billy’ego Higginsa, wydany w 1979 roku przez Red Records.

## Lista utworów
Opracowano na podstawie materiału źródłowego.
Wydanie LP
Strona A
| Nr | Tytuł utworu | Muzyka        | Długość |
| -- | ------------ | ------------- | ------- |
| 1. | „Soweto”     | Billy Higgins | 9:20    |
| 2. | „Clockwise”  | Cedar Walton  | 8:08    |
| 3. | „Neptune”    | Bob Berg      | 5:36    |
|    |              |               | 23:04   |

Strona B
| Nr | Tytuł utworu          | Muzyka  | Długość |
| -- | --------------------- | ------- | ------- |
| 1. | „Back to Bologna”     | Walton  | 8:05    |
| 2. | „Bahia, Bahia, Bahia” | Higgins | 10:20   |
|    |                       |         | 18:25   |

## Twórcy
Opracowano na podstawie materiału źródłowego.
Muzycy:
- Billy Higgins – perkusja, gitara, śpiew
- Bob Berg – saksofon tenorowy
- Cedar Walton – fortepian
- Tony Dumas – kontrabas

Produkcja:
- Alberto Alberti, Sergio Veschi – produkcja muzyczna
- Giancarlo Barigozzi – inżynieria dźwięku